# Emmanuel Bondeville
Ne doit pas être confondu avec Emmanuèle Bondeville.
Pour les articles homonymes, voir Bondeville (homonymie).
Scènes principales
Directeur de l'Opéra national de Paris (1950-1970)
 Directeur de l'Opéra Comique (Paris) 
 Directeur de l'Opéra de Monte-Carlo
Emmanuel Bondeville est un compositeur français, né le 29 octobre 1898 à Rouen et mort le 26 novembre 1987 à Versailles.
Il était secrétaire perpétuel de l'Académie des beaux-arts.

## Biographie
Emmanuel Bondeville naît le 29 octobre 1898 dans une famille modeste de Rouen, en Seine-Inférieure. Son père, bedeau à l'église Saint-Nicaise, le mettra tôt au contact de la musique par le truchement de l'orgue et de la musique sacrée. Il sera élève de Jean Déré.
Son père meurt en 1916 de la tuberculose, la ruine de la famille qui s'ensuit le force à abandonner en classe de première des études pourtant brillantes (prix d'excellence et quatorze nominations) au collège Saint-Jean-Baptiste-de-La-Salle, à Rouen, faute de moyens. Il entre alors comme ouvrier aux Chantiers de Normandie, tout en poursuivant des activités musicales grâce à un cousin, l'abbé Charmoilles, curé d'une paroisse où il peut continuer à exercer sa maîtrise de l'orgue. Sa mère se suicide en 1917. En avril 1918, il devance l'appel sous les drapeaux rejoignant tout d'abord le 43e régiment d'artillerie, puis le 28e régiment d'artillerie de campagne, son engagement au front en septembre 1918 lui valant une citation et la Croix de guerre.
Il débute la musique par l'orgue et est organiste de l'église Saint-Nicaise de Rouen ou Notre-Dame de Caen. Après la guerre, il s'installe à Paris et travaille la composition avec le professeur au Conservatoire, Jean Déré. Il compose des œuvres pour pianos, des poèmes symphoniques, des opéras-comiques et même des opéras.
Parallèlement, il devient en 1935 directeur musical de radios (Radio Tour Eiffel, Radio Paris, Radiodiffusion française) puis directeur artistique de Radio Monte-Carlo.
Il est nommé directeur de l'Opéra de Monte-Carlo en 1945 jusqu'en 1949, année où il devient directeur de l'Opéra-Comique à Paris, et de 1950 à 1970, directeur de l'Opéra de Paris.
Parallèlement à sa carrière de directeur d'Opéra et de compositeur de musique, il entre à l'Institut de France en étant élu en 1959 au fauteuil 4 de la section de composition musicale à l'Académie des beaux-arts, puis est élu Secrétaire Perpétuel de l'Académie des Beaux-Arts en 1964. Il sera nommé en 1986 secrétaire perpétuel d'honneur. Sa troisième épouse, Dominique Plessis, avec qui il animait une émission sur France Musique, Une saison d'opéra, meurt en 1970.
Il épouse alors la mezzo-soprano d'origine roumaine Viorica Cortez à qui il avait dédié son opéra Antoine et Cléopâtre.
En 1966, il est élu président de la Fondation Maurice Ravel succédant à Marguerite Long, fonction qu'il occupe jusqu'à sa mort en 1987.
Il préside pendant 20 ans (de 1961 à 1981) le jury du Concours international de chant de Toulouse et celui du Concours Marguerite Long - Jacques Thibaud. Il présidait également le jury du concours de composition musicale de la Fondation Prince Pierre de Monaco.

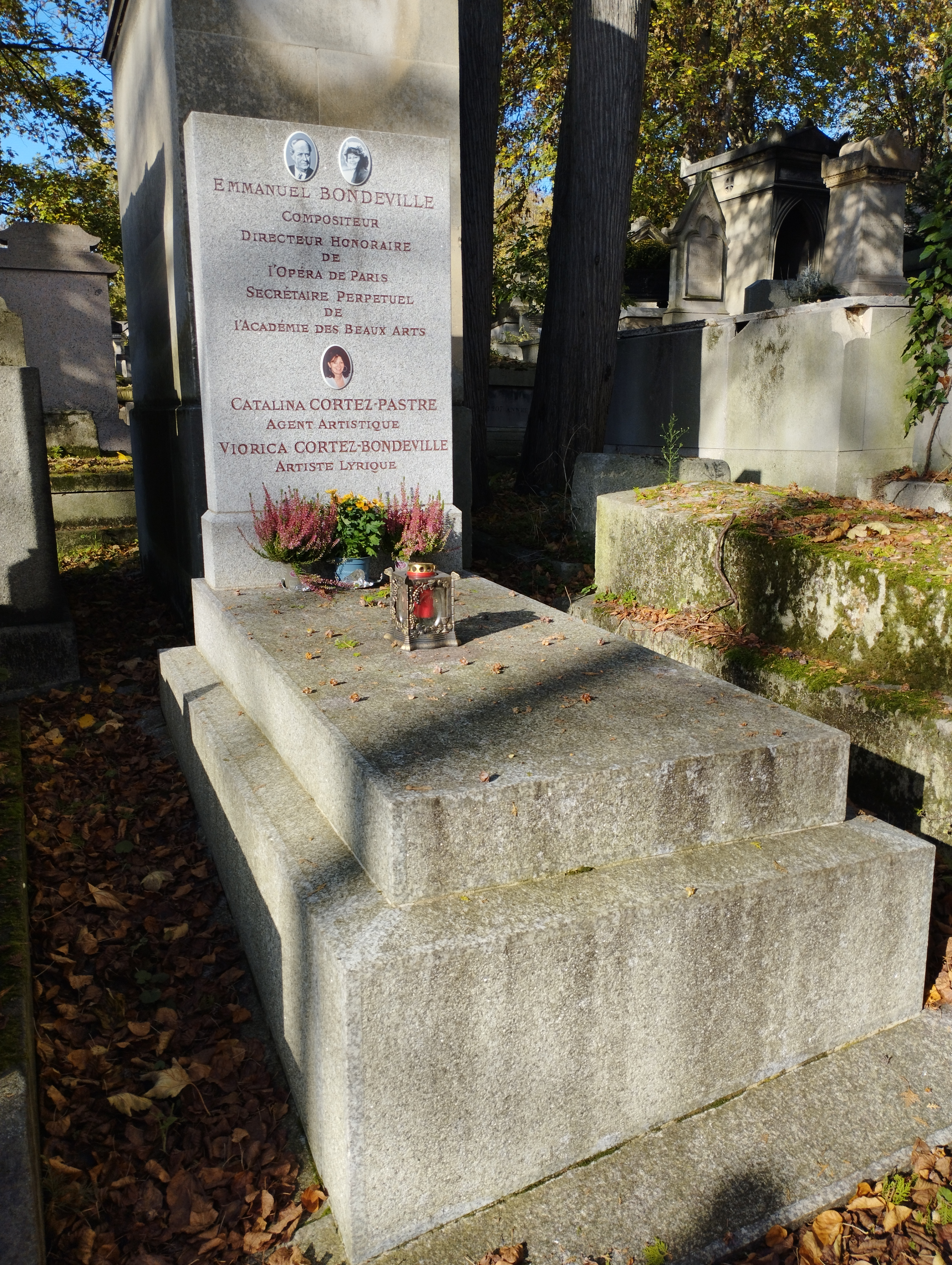
Tombe de Emmanuel Bondeville et Viorica Cortez au cimetière du Père-Lachaise (division 57).

Il est inhumé au cimetière du Père-Lachaise (division 57).

## Œuvre
- Les Illuminations, triptyque symphonique composé de :
  - Le Bal des pendus (1929)
  - Ophélie (1931)
  - Marine (1933)
- L'École des maris, opéra-comique d'après la comédie homonyme de Molière
- Madame Bovary, drame lyrique d'après le roman homonyme de Flaubert, créé à l'Opéra-Comique le 1er juin 1951
- Illustrations pour Faust (1942)
- Gaultier-Garguille, poème symphonique (1951)
- Symphonie lyrique (1956)
- Symphonie chorégraphique (1961)
- Antoine et Cléopâtre, opéra créé à l'Opéra de Rouen en 1974

ainsi que des mélodies ou quelques motets de musique sacrée (Tantum Ergo, Ecce Panis, etc.)

## Écrits
- Préface de Napoléon et la musique, Théo Fleischman, Bruxelles, Éditions Brepols, 1965, 362 p.

## Distinctions
- Commandeur de la Légion d'honneur
- Grand officier de l'ordre national du Mérite
- Croix de guerre 1914-1918, étoile de bronze
- Commandeur de l'ordre des Arts et des Lettres
- Croix du combattant 1914-1918
- Commandeur de l'Ordre de Léopold (Belgique)
- Grand officier de l'Ordre du Mérite de la République fédérale d'Allemagne
- Commandeur de l'ordre de Saint-Charles (Monaco)